# Gastuche
Gastuche est un hameau sur la Dyle, situé à six kilomètres au nord-est de la ville de Wavre. Administrativement il fait partie de la commune de Grez-Doiceau, dans le Brabant wallon, (Région wallonne de Belgique).

## Étymologie
Le nom 'Gastuche' est une déformation francophone du mot néerlandais Gasthuis qui signifie 'Maison d'hôtes'; référence à une hôtellerie que possédait un ordre monastique de Wavre à cet endroit.

## Particularités
- Gastuche a une gare sur la ligne 139 Ottignies-Wavre-Louvain de la SNCB.  Les trains de voyageurs font toujours halte à Gastuche mais la gare a été rénovée en 2014 et est actuellement un centre de santé.
- De 1856 à 1977 Gastuche abritait une importante papeterie ainsi qu'une fabrique d'ouate ("Le Thermogène").

## Patrimoine
- Ancien Château de Laurensart: Ancien château-fort de plaine entouré de douves remonterait au 16e siècle
- Château de Laurensart (1907)

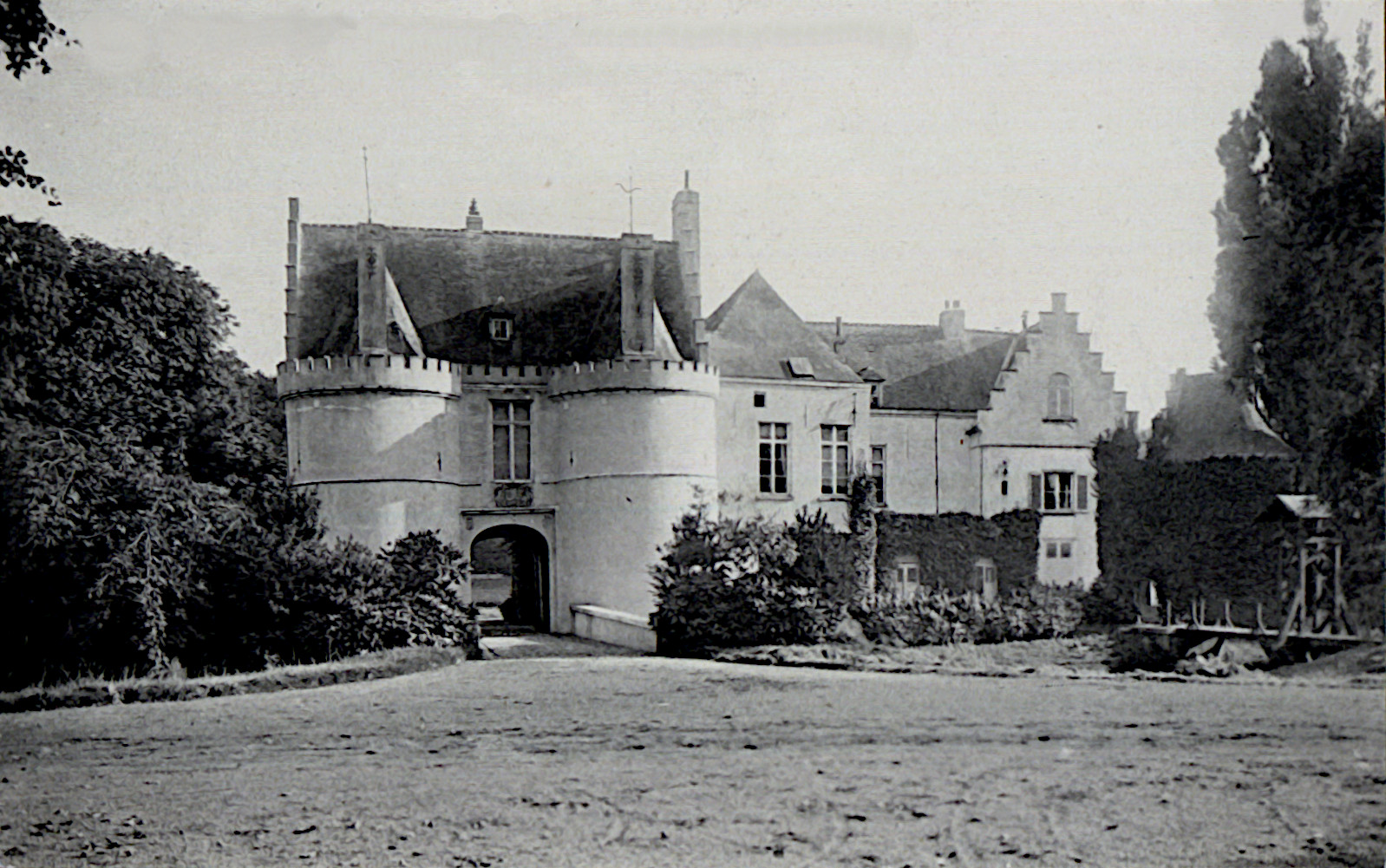
Ancien Château de Laurensart
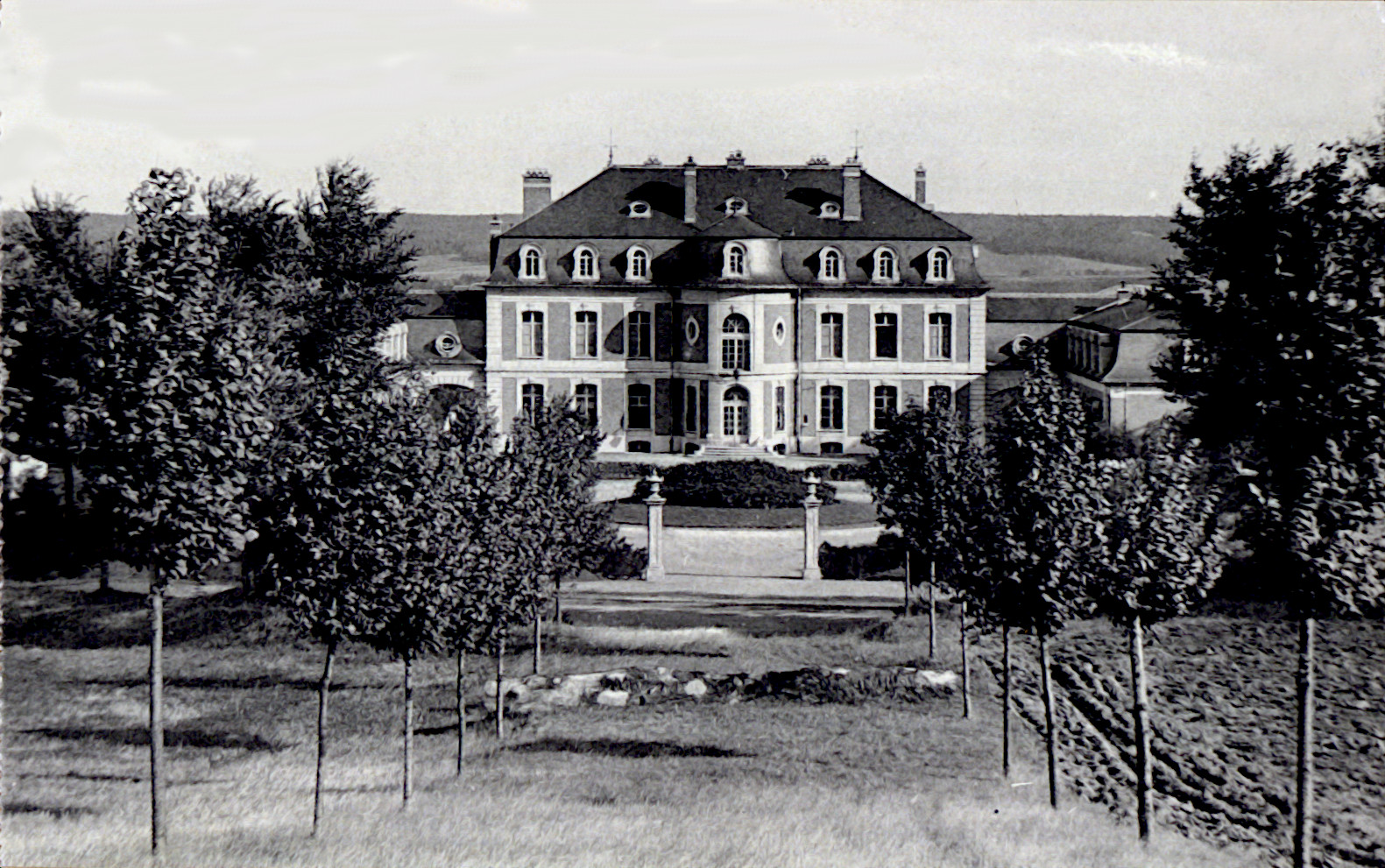
Château de Laurensart